# 地球一小时

地球一小時標誌

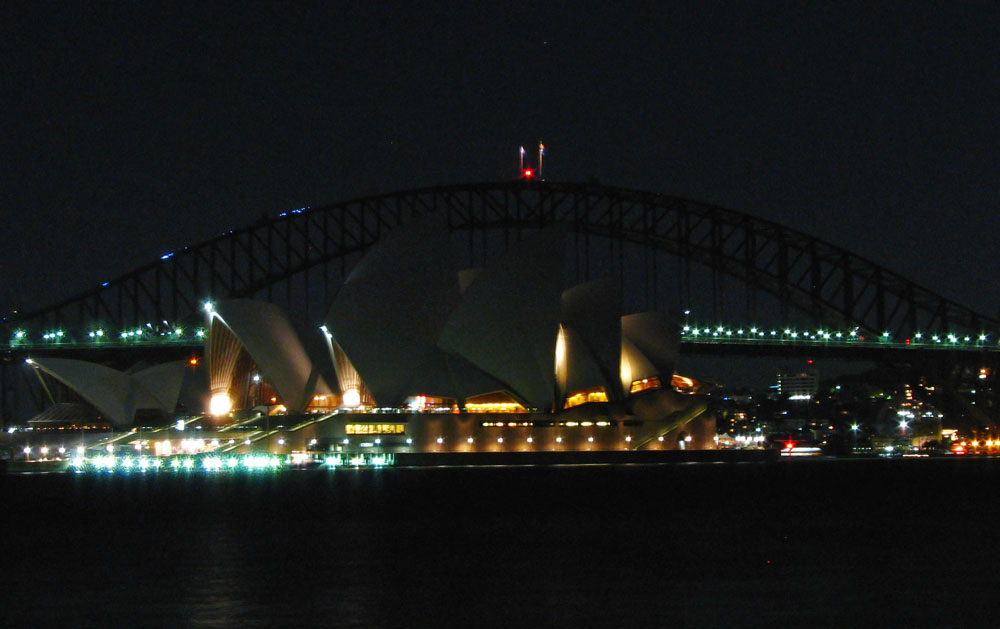
悉尼歌劇院&悉尼港灣大橋於2007年地球一小时活動時關上電燈的情況

地球一小時（英語：Earth Hour）或稱「世界關燈日」，是一個全球性節能活動，提倡家庭及商界用戶關上不必要的電燈及耗電產品一小時。希望藉此活動推動電源管理，減少能源消耗，唤起人们以实际行动应对全球变暖的意识。活動現時於每年三月的第四個星期六當地時間20:30〜21:30舉行。
該活動最初由環保團體澳洲世界自然基金會及悉尼晨鋒報合作發起，並於澳洲悉尼當地時間2007年3月31日，20:30〜21:30期間舉行了第一次活動。地球一小時在2007年有近220萬人參與，相信節省了當天悉尼市市電電源的2.2%至10.2%。2008年，該活動被推廣到世界各地，全球40多個城市，近380個城鎮接力執行該活動。目前已有190個國家與區域、和超過18,000多個世界地標一起「關燈」響應。
2020年，因應COVID-19疫情影響，活動轉由在線上舉辦。

## 歷年活動時間變更
於2007年至2019年期間，地球一小時活動定於每年三月最後一個星期六20:30〜21:30舉行，如適逢復活節，活動則提前一週舉行，例如2013年、2016年及2018年（當中2016年在3月19日舉行，為歷年最早舉行的一年）。
自2020年起，地球一小時活動改於每年三月第四個（不一定是最後一個）星期六20:30〜21:30舉行，如適逢復活節，活動則提前一週舉行，例如2027年、2032年等。

## 2009年地球一小時
2009年的地球一小時於3月28日20:30〜21:30舉行。地球一小時獲得來自全球88個國家、超過4000個城市或城鎮響應會參與「地球一小時」活動，相比2008年的35個國家增加不少，而獲得至少10億人的支持是｢地球一小時2009」的目標。參與城市的地標，包括香港的幻彩詠香江、馬來西亞的雙峰塔、新加坡的魚尾獅雕像、巴黎的艾菲爾鐵塔、里約熱內盧的基督像、悉尼的歌剧院等。聯合國大廈也將第一次參加此活動。據聯合國發言人稱，保守估計，聯合國的這次參與能夠節省價值102美元的電能。由於時差關係，大洋洲的澳洲及新西蘭會率先帶領全球舉行這場活動，緊隨其後的是日本及中國等亞洲城市。2009年活動的目的是向參加12月於哥本哈根舉行的聯合國氣候談判的各國領袖，表達要求達成處理溫室氣體排放及對抗氣候變化共同協議的訴求。

### 中國大陸
在中國大陸有近30個城市參與，包括北京、上海、沈阳、長春、保定等，在上海的东方明珠电视塔与2008年北京奧運中備受注目的鳥巢及水立方，世界第一高电视塔广州塔亦會關燈。企业如锦江之星也参加了活动。

### 香港
早自2006年香港就已經開始創舉辦類似活動如香港熄燈，於2006年8月8日20時當晚熄燈三分鐘，而2008年夏至的20:30〜21:30更連結到日本、台灣、南韓、中國內地等數十個城市參與熄燈一小時。
2009年地球一小時當晚香港有超過1,800座大廈和地標建築物，如國際金融中心和青馬大橋等，超過600間公司和機構，如國泰航空和長江實業，逾160間學校、所有大學、18個政府部門及18區區議會一起參與「地球一小時2009」行動，共同以行動對抗氣候變化。網上交友平台Facebook的相關群組亦有近2萬人參與。

### 臺灣
主要由臺北的地標臺北101為首進行地球一小時的活動，配合響應的單位包括飯店業的「福容大飯店」、「晶悅國際飯店」、「六福皇宮」、「臺北遠東」、「臺南遠東」與「臺北喜來登」飯店；金融業則是有「新光金控」、「玉山金控」及「匯豐銀行」；另外如零售業龍頭「統一超商7-11」、「全聯」等企業共同響應。台灣區Earth Hour活動，最初由世界自然基金會(WWF)授權荒野保護協會引進主辦，並逐步影響其他企業加入主辦行列，其中歐萊德自2011年開始積極響應並主動成為主辦單位，讓關燈一小時活動進一步受到各界注目。該活動每年透過不同形式與主題，號召國內外沙龍業者、企業、政府及各界知名人士共同發揮社群影響力，落實真正的節能減碳、呼籲大眾關注全球暖化議題。由於WWF鼓勵單一地區多方主辦的政策，自2024年開始，陸續有其他台灣企業自行舉辦關燈一小時活動，主動成為多個主辦單位之一。

### 參與國家及地區
| - 阿根廷 - 奥地利 - 白俄羅斯 - 比利时 - 百慕大 - 玻利维亚 - 巴西 - 保加利亚 - 加拿大 - 智利 - 澳門 - 哥伦比亚 - 丹麦 - 爱沙尼亚 | - 薩爾瓦多 - 斐济 - 芬兰 - 法國 - 德国 - 希腊 - 匈牙利 - 印度 - 印度尼西亞 - 愛爾蘭 - 義大利 - 日本 - 约旦 - 科威特 - 拉脫維亞 - 黎巴嫩 - 马来西亚 - 墨西哥 - 蒙特內哥羅 - 荷蘭 - 新西兰 - 尼加拉瓜 - 挪威 - 巴基斯坦 - 巴拿马 | - 秘魯 - 菲律賓 - 波蘭 - 葡萄牙 - 波多黎各 - 羅馬尼亞 - 俄羅斯 - 塞爾維亞 - 新加坡 - 南非 - 西班牙 - 瑞典 - 泰國 - 英国 - 美国 - 越南 - 中国大陆 - 香港 - 加拿大 - 美国 - 新加坡 - 臺灣 |

## 2010年地球一小時

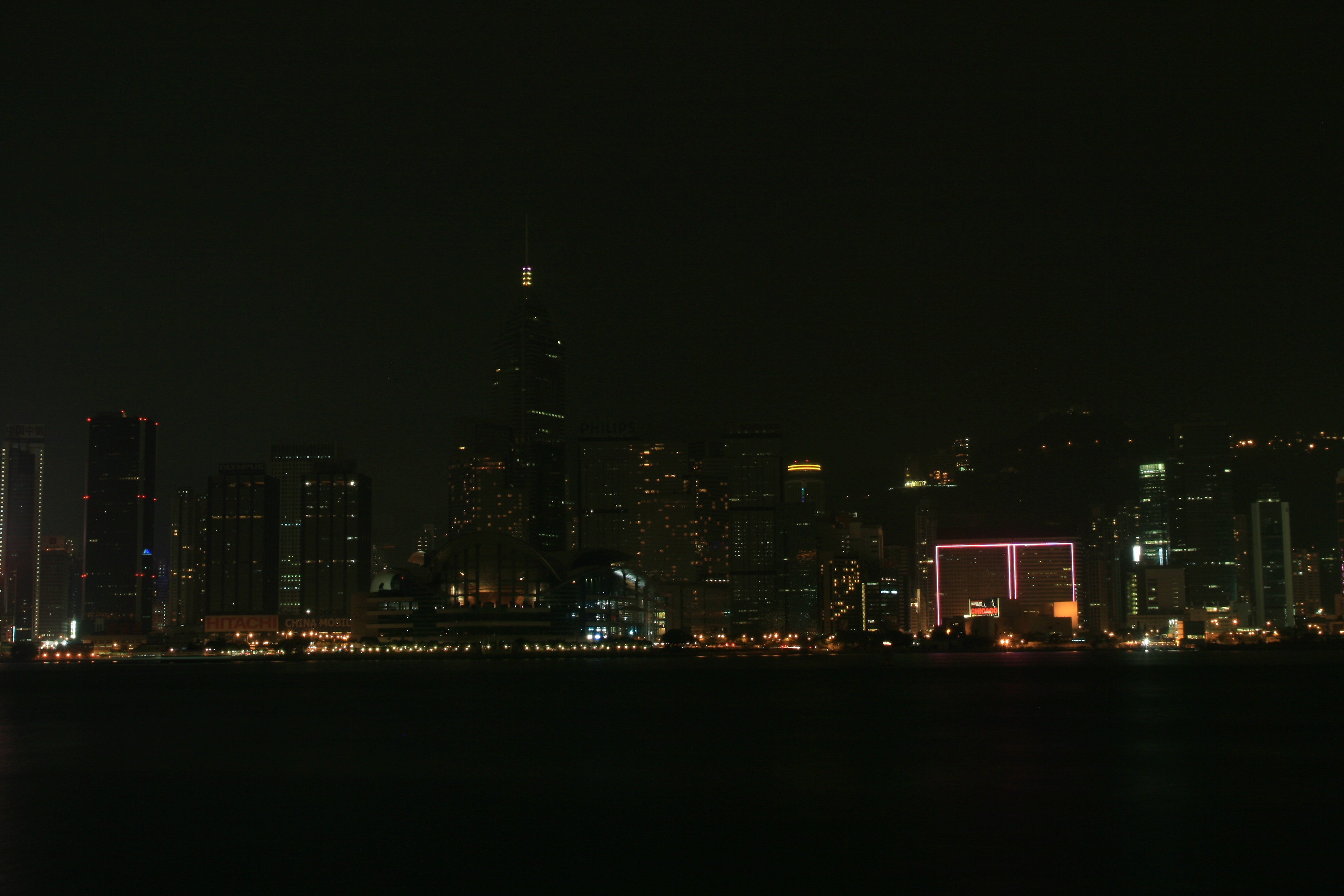
地球一小時2010香港維多利亞港灣仔海滂關燈時的情況

2010年的地球一小時活動於2010年3月27日（星期六）20:30〜21:30在各國舉行。地球一小時2010獲得來自全球125個國家、超過5000個城市或城鎮及逾 1,200個世界著名地標響應參與活動，相比2009年的88個國家增加不少，單單亞洲已有330萬人登記參與。

### 參與國家及地區
- 中国大陆
- 香港
- 加拿大
- 美国
- 新加坡
- 臺灣

## 批评
公众对此活动的作用和效果亦有一些异议：
- 根据化学原理，关灯点蜡烛实际上排放了更多的碳元素，而且蜡烛燃烧不充分会产生一氧化碳等诸多有毒有害气体（蜡烛燃烧的臭味和黑烟更污染环境）。“地球一小时”倡议“关灯点蜡烛”是没有科学常识的体现。[6][7]
- 每年活动前、中、后，全球媒体和个人都千方百计消耗大量资源来宣传“地球一小时”活动，其所排放的碳，已經远远大于关灯1小时所能节约的碳，作秀成分多于实际意义。
- 有部分反对者通过理论计算得出一个地区在约定时间统一开关灯会对电网造成冲击。
  - 如果负荷瞬间降低，调整不及时必然会造成甩负荷，甚至可能造成机组损坏和电网电压无法维持。
  - 如果负荷缓慢下降，部分发电机将會被迫停运，一小时后还需要再次启动。如果是锅炉，若不想停运就要投油枪维持温度，烧煤改烧油，造成更多的浪费；若停运，一小时后再次启动锅炉时还是要投油。
- 有部分反对者认为这不过是形式主义，关灯一小时不会节约多少电，倒不如减少使用空调及电视等高能耗电器实在。而支持者则认为是反对者误解了初衷，称活动本身是为了唤起人们的环保意识，而非为了靠这一小时节电。
- 智庫Project Syndicate於2013年3月發表文章《Earth Hour Is a Colossal Waste of Time and Energy》（地球一小時浪費龐大時間及能源）指出，熄燈一小時不單止未必可以減少用電，反而令到碳排放更多。根據有關活動原理，為透過全球熄燈一小時，以節省電廠的碳排放，惟其實即使全球人類住宅都熄燈一小時，涉及的碳排放只相當於中國碳排放减少4分鐘。文章指出，即使每人熄燈一小時令到電力需求銳減，惟當活動完結後，大家恢復使用電力時，發電廠需要再次起動，所耗竭的碳排放相等於之前所節省的，並不實際，形容參加者熄燈一小時只是「自我感覺良好的環保主義」[8]。
- 2013年，为了回避复活节，将地球一小时提前一周（3月23日），引起一些非基督教人士的反感，指责其作秀成分多于实际意义。不過當此情況在2016年、2018年再次出現時卻沒有再造成任何批評。
- 減碳量是「假設關燈可以讓發電機停機」「換算」而來的偽數據，並非任何發電機停止運轉實際數據。且一小時的用電波動屬於短期波動，並非長期統計而來的可信數據，發電廠無法以此不可信的短期數據來預知一小時後的用電需求，於是即使關燈期間用電量減少，發電機仍必須持續運轉待命，甚至需要增加發電量以因應一小時後的用電大波動，排放的二氧化碳自然不會因此減少，無「減碳」之事實。且目前人類科技並無法大量儲存電能(實際上，即使是電池，儲存的也不是電能)，電能並不會因為用戶的不使用而停留在插座上或由發電廠儲存，所以關燈期間並無「節能」之事實。

## 参看
- 世界地球日

## 外部連結
- 地球一小时官方網頁（页面存档备份，存于）／中国分站（页面存档备份，存于）（简体中文）／香港分站（页面存档备份，存于）（繁體中文）／台灣分站（繁體中文）
- 地球一小時YouTube頻道（页面存档备份，存于）
- 腾讯网：2009年地球一小时活动专题（页面存档备份，存于）（简体中文）